# 古巴选举
依据古巴宪法，古巴的选举工作在古巴各省、市和国家层级上进行，主要表现为全国人民政权代表大会的选举。古巴宪法确定了古巴一党制国家的地位，其认为党是“国家最高领导力量”，是古巴唯一的执政党。这就导致了一部分政治学者和政治派别认为古巴的选举是不自由的，其民主是不民主的。
古巴的全国政权机关全国人民政权代表大会目前共有470个议席。全国人代会代表由选民直接选举产生，任期5年。在选举实践中，每个议席的候选人是确定的，由古巴共产党所控制的委员会提名。多数选区可以选举多名代表参与全国人民政权代表大会。而选民可以以投选票的方式参与到古巴的民主实践中，但是，古巴的选票没有“反对”的选项，选民只能“打勾”或者不填。目前，从古巴历史上看，尚无失败的候选人。
古巴的立法机制遵循议行合一原则，其立法机关也是权力机关。其立法机关全国人民政权代表大会每年仅召开两次大会，大会休会期间由其常设机关国务委员会行使国家最高权力。国务委员会由21名经全国人民政权代表大会选举产生的国务委员组成。
在古巴，全国人民政权代表大会有权选举古巴共和国主席，而主席则有权向全国人民政权代表大会提名总理和副总理并拥有任命、免职和停职总理和副总理的权力。

## 选举程序
依据古巴宪法，古巴是社会主义国家，国家的一切权力属于人民。人民政权代表大会由人民选举产生，对人民负责，受人民监督。人民政权代表大会的选举可以分为两个阶段，在第一阶段，选举出市一级的人民政权代表大会，在第二阶段，在第一阶段的基础上按照代议民主制原则选举出全国人民政权代表大会代表并由其组成全国人民政权代表大会。
在古巴的选举实践中，选举以无记名投票的方式进行。市一级的人民政权代表大会代表由本地人民群众推荐、提名，并经人民选举产生，而全国人民政权代表大会代表的候选人则由委员会从各个地区人民政权代表大会的代表中确定，提名建议主要由各级群众团体、工会、学生联合会等人民团体提出。除精神病人、被剥夺政治权利者和正在服刑的人外，任何年满16周岁、在古巴居住两年以上的人都可以参与选举。选民可以在选举委员会设置的公布栏中了解候选人的生平、履历和照片。

### 市级人民政权代表大会选举

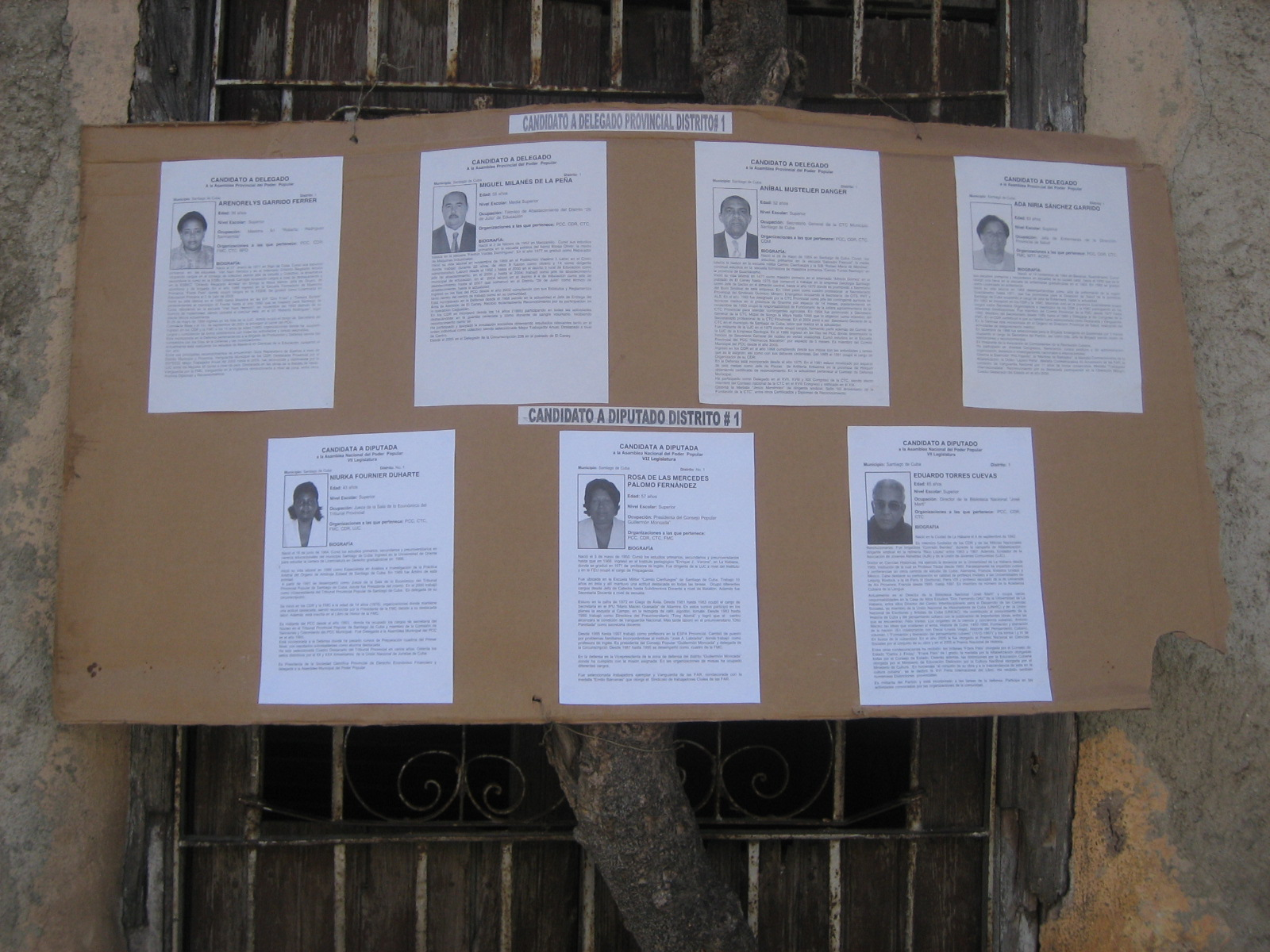
古巴2008年某一地区选举

市级人民政权代表大会选举包括选民登记、候选人提名和无记名投票选举，同时在某些特殊情况下，也包括对现任代表或政府的免职决定。市级人民政权代表大会的选举不分党派，每五年举行一次。
提名程序在选举前一个月在选区内开展，期间，通常会有70%到90%的选民出席提名大会，而被提名大会提名为市级人民政权代表大会代表的一个基本条件是已满十六周岁。

### 全国人民政权代表大会选举
全国人民政权代表大会有470个议席（之前有605个），议员任期五年。每个地区可以选举出2-5名议员在全国人民政权代表大会中代表本地区人民行使国家权力。
全国人民政权代表大会的代表候选人由选举委员会确定，通常，某一地区的选举委员会的委员长角色由该地区工会的负责人担任，成员通常包括工人、青年、妇女、学生和农民以及群众组织的市级人民政权代表大会当选代表，市级选举委员会确定候选人名单并发给全国选举委员会。经市级人民政权代表大会审议并批准后，委员会就可以正式的将本地区候选人名单传达给全国委员会。全国委员会依据被提名者的受欢迎程度、功绩与爱国程度、对革命历史的认同程度和道德水平等标准确定最终候选人名单。通常，在最终候选人中至少有一半候选人曾经担任过代表。
尽管每一个议席的候选人是确定的，但是候选人是否能够成为代表仍然取决于选票，虽然在古巴历史上从来没有过这种情况，但如果候选人没有拿到至少50%的选票，那么就要进行重选。

## 立法
依据古巴宪法，在有10000名有投票权公民的联署下，人民群众可以以公民身份提出法律议案。2002年，瓦雷拉计划就政治和经济改革召集了11000参与联署并向全国人民政权代表大会提交了议案，呼吁就相关法案举行全民公投。全国人民政权代表大会宪法和法律事务委员会就此向大会递交了瓦雷拉议案并同时提出了反对议案，反对议案收集了约810万名公民的签名，要求修改宪法以规定“社会主义政治和社会制度是不可撤销的；古巴永远不会再回到资本主义。”，同时，有数百万古巴人上街游行。据BBC报道，一些人迫于压力签署了官方的请愿书。

## 政党
古巴宪法第五条规定，古巴实行一党制政党制度，古巴共产党是古巴境内唯一合法政党。
1965年，7月26日运动、古巴人民社会党和3月13日革命理事会合并为一个由菲德尔·卡斯特罗所领导的古巴共产党，其他政党被解散或取缔。在此之后尽管有非官方政党成立，但非官方政党不被允许参与选举而且古巴的选举制度也不允许竞选的情况出现。